# 田中冬二
田中 冬二（たなか ふゆじ、1894年（明治27年）10月13日 - 1980年（昭和55年）4月9日）は、日本の詩人である。本名は吉之助。
銀行員として働きつつ、郷愁をテーマに多くの詩作を行う。専ら旅を題材とした詩を作り、山国や北国の自然、日常生活を初々しい感覚で表現した叙情詩集「青い夜道」（昭和4年）を発刊。多作ではなくマイナーポエットとも評されるが、一貫して日本の自然や生活に根ざした詩を作り続け、吉行淳之介は象徴的に「青い夜道の詩人」と評している。詩作のほか散文や俳句も手がけている。堀口大學らと交友関係があった。

## 略歴

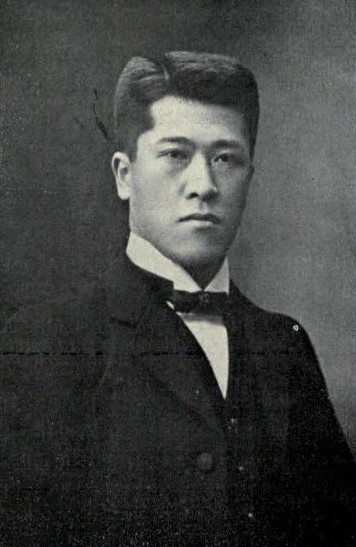
叔父の安田善助　明治商業銀行頭取

銀行員だった父吉次郎と、母やゑの長男として福島県福島市栄町に生まれた。1901年（明治34年）に父が、1906年（明治39年）には母が相次いで亡くなったため、上京して叔父・安田善助のもとで養育される。両国小学校、東華尋常小学校を経て、1908年（明治41年）に立教中学へ入学。この頃から文学に興味を持ち、友人と回覧雑誌を作り、吉江喬松の詩『高原』に影響を受けたという。また、投稿文芸雑誌『文章世界』や歌誌『アララギ』へも投稿。1912年（明治45年）に『文章世界』へ投稿した短文が特選（田山花袋選）となり、この時にはじめて「田中冬二」のペンネームを使用している。
1913年（大正2年）に中学を卒業すると、第三銀行（安田銀行、現みずほ銀行）へ就職。就職後も投稿活動を続け、1922年（大正11年）に詩誌『詩聖』へ投稿した作品が編集長長谷川巳之吉に評価される。1923年（大正12年）9月1日の関東大震災では被災している。1925年（大正14年）に結婚。1929年（昭和4年）には第一詩集『青い夜道』を刊行する。
1939年（昭和14年）には長野支店長として長野県長野市妻科へ転勤。信州の土地柄を愛し、上諏訪支店長時代と合わせて「最も快適な時代」と語り、多くの詩作をしている。
戦後は1946年（昭和21年）、転勤に伴い上京。東京都南多摩郡日野町豊田（現在・日野市）に居を構える。当時日野に住んでた伊藤整や、相模原にいた八幡城太郎らと交流している。伊藤整とは『椎の木』や『セルバン』を通じて戦前から交流があったと推定されている。
1949年（昭和24年）には銀行を定年退職し、新太陽社の専務取締役となる。1971年、日本現代詩人会会長に就任。紫綬褒章受章。1980年に死去。85歳。

## 著作
- 青い夜道　詩集　第一書房　1929
- 海の見える石段　今日の詩人叢書第5　詩集　第一書房　1930
- 山鴫　詩集　第一書房、1935
- 花冷え　詩集　昭森社、1936
- 故園の歌　詩集　アオイ書房　1940
- 橡の黄葉　詩集　臼井書房　1943
- 菽麦集　新詩叢書　詩集　湯川弘文社　1944
- 行人　句集　ちまた書房　1946
- 山の祭　詩集　笛発行所　1947
- 春愁　詩集　岩谷書店　1947
- 山国詩抄　詩集　青園荘　1947
- 三国峠の大蠟燭を偸まうとする　散文集　岩谷書店　1947
- 高原と峠をゆく　随筆集　中央公論社　1955
- 晩春の日に　詩集　昭森社　1961
- 牡丹の寺　詩集　青園荘　1964
- 麦ほこり　句集　大雅洞　1964
- 葡萄の女　詩集　昭森社　1966
- 青い夜道　稀覯詩集複刻叢書　詩集　名著刊行会　1970
- つつじの花　詩集　鶏肋書屋　1970
- 失われた簪　詩集　中央公論社　1972
- サングラスの蕪村　詩集　中央公論社　1976
- 織女　詩集　潮流社　1978
- 八十八夜　詩集　しなの豆本の会　1979
- 田中冬二全集全3巻　筑摩書房　1984-1985